# Oláh Krisztián
Oláh Krisztián (Budapest, 1995. december 12. – ) magyar dzsesszzongorista, zeneszerző.
A magyarországi jazzélet egyik meghatározó egyénisége. Zenéje a klasszikus zenei elemeknek és kompozíciós technikáknak, valamint a kortárs dzsessz improvizatív szintézise. 

## Pályafutása
Édesapja Oláh Kálmán, zeneszerző és dzsesszzongorista.
A Bartók Béla Zeneművészeti Szakközépiskola és Gimnázium klasszikus zongora tanszakán végzett, majd a Zeneakadémia jazz-zongora szakát végezte el, ahol Binder Károly volt a tanára. 
2015-ben a Montreux-i Jazzfesztiválon 3. helyezést ért el, majd akadémiai program keretén belül Al Jarreau-val, Kurt Rosenwinkellel, Nils Petter Molværrel és Joe Sandersszel koncertezett.
2016-ban az év fiatal jazz-zenészének választotta a Magyar Jazz Szövetség. 
2018 decemberében az amerikai Thelonious Monk Institute nemzetközi jazzversenyére hívták meg.
2023-ban a Zeneakadémia alkalmazott zeneszerzés szakirányán diplomázott.

## Oláh Krisztián Quartet
Az együttes programja Oláh Krisztián saját szerzeményeire épül.
```
A tagok, Oláh Krisztián – zongora, Oláh Kálmán Jr. – szaxofon, Orbán György – bőgő, Serei Dániel – dob, akik nagyszerű improvizatőrök is, így a produkció szerves részét képezi a spontán és kollektív improvizáció
```

## Diszkográfia
| Év   | Album                  | Megjegyzés              |
| ---- | ---------------------- | ----------------------- |
| 2020 | At the Back of My Mind | Zeneszerző, közreműködő |
| 2022 | Crescendo              | Zeneszerző, közreműködő |
| 2023 | Music for 24/7         | Zeneszerző, közreműködő |

## Díjak
- 2014 – különdíj, Nemzetközi Jazz-Zongoraverseny, Vilnius
- 2015 – III. helyezés, Montreux-i Zongoraverseny
- 2015 – Junior Prima díj
- 2015 – Gramofon-díj
- 2022 – Artisjus Előadóművészi Díj
- 2023 - Cziffra Fesztivál - Kreatív Művész-díj